# Pont de Replot
Le pont de Replot (Replotbron en suédois et Raippaluodon silta en finnois) est un pont à haubans reliant l'île de Replot à la terre ferme, dans la municipalité de Korsholm à l'ouest de la Finlande, non loin de la ville de Vaasa. 
Emprunté par la route régionale 724, c'est avec 1 045 mètres de longueur le plus long pont du pays.

## Construction
Après de nombreuses années de débat sur la nécessité ou non de construire ce pont en remplacement du bac pour desservir les 2 000 habitants des îles de Replot et de Björkö, la première pierre est finalement posée le 3 juin 1996. La construction utilisera 18 200 m3 de béton et 3 170 tonnes d'acier pour un coût total de 150 millions de marks (25 millions d'euros).
Le pont est inauguré le 27 août 1997 par le président Martti Ahtisaari. Il détrône alors le pont de Tähtiniemi du titre de plus long pont de Finlande (tout en ayant une surface totale inférieure).

## Caractéristiques
Les piles et pylônes en béton armé sont reliés par des câbles et un tablier en acier. Les deux pylônes sont hauts de 82 mètres et le tablier, d'une portée principale de 250 mètres, domine la mer de 26 mètres. 8 des 12 mètres de largeur sont réservés au trafic routier (2 files), le reste de la largeur étant notamment dévolu au passage des piétons et cyclistes.

## Utilisation
Sa seule utilisation est la desserte des îles de Replot, Björkö et satellites depuis le continent, et le trafic y reste limité. Le pont pourrait constituer à très long terme la première étape du projet parfois évoqué de Pont de Kvarken entre la Suède et la Finlande, pour lequel Replot est le seul point de départ envisagé à l'est du golfe de Botnie.